# Slump6s
Slump6s (наст. имя — Намил Бриджес) — американский рэпер, музыкант из Рочестера, Нью-Йорк. В настоящий момент подписант лейблов Republic Records, Universal Music Group и Field Trip. Стал популярным благодаря совместному синглу Antisocial с исполнителем tana (BabySantana).

## Детство и юность
Первые песни будущий музыкант записал в 6 лет на студии своего отца будучи вдохновлённым Майклом Джексоном. В юности состоял в музыкальной группе, играл на оркестровых инструментах и вдохновлялся такими исполнителями, как XXXTentacion, Ski Mask the Slump God и Lil Uzi Vert.

## Карьера
Первую известность получил благодаря совместному синглу Antisocial с исполнителем tana (BabySantana). 
В 2021 выпустил свой дебютный микстейп Origin. 
В апреле 2022 года попал в перепалку с рэпером Iayze, вследствие чего последний выпустил два трека — «3piece» и «No Children 2 (I’m Him)». 
В июле 2022 года выпустил дебютный студийный альбом «Genesis», на который попали гостевые куплеты от Destroy Lonely и sgpwes. 
В сентябре 2022 года появился на микстейпе «World Damination» исполнителя KA$HDAMI.

## Дискография

### Студийные альбомы
| Title   | Album details                                                                                     |
| ------- | ------------------------------------------------------------------------------------------------- |
| Genesis | - Выпущен: 22 июля 2022 года - Лейбл: Field Trip, Republic - Формат: стриминг и онлайн-скачивание |
| Exodus  | - Запланирован на: 2023 год - Лейбл: Field Trip, Republic - Формат: стриминг и онлайн-скачивание  |

### Микстейпы
| Название | Описание |
| -------- | --- |
| Origin   | - Выпущен: 17 ноября 2021 года - Лейбл: Field Trip, Republic Records - Формат: стриминг и онлайн-скачивание |

### EP
| Название                        | Описание                                                                                                 |
| ------------------------------- | --- |
| Naveah                          | - Выпущен: 13 марта 2020 года - Лейбл: - - Формат: стриминг и онлайн-скачивание                          |
| 16                              | - Выпущен: 19 декабря 2020 года - Лейбл: - - Формат: стриминг и онлайн-скачивание                        |
| DAKOTAROMANI (совместно с tana) | - Выпущен: 29 мая 2021 года - Лейбл: - - Формат: стриминг и онлайн-скачивание                            |
| Origin — Lost Files             | - Выпущен: 17 ноября 2021 года - Лейбл: - - Формат: стриминг и онлайн-скачивание                         |
| B4GEN                           | - Выпущен: 24 июня 2022 года - Лейбл: Field Trip, Republic - Формат: стриминг и онлайн-скачивание        |
| Rebirth                         | - Выпущен: 6 сентября 2022 года - Лейбл: - - Формат: стриминг и онлайн-скачивание                        |
| Glory                           | - Выпущен: 18 сентября 2022 года - Лейбл: - - Формат: стриминг и онлайн-скачивание                       |
| S18                             | - Выпущен: 20 декабря 2022 года - Лейбл: - - Формат: стриминг и онлайн-скачивание                        |
| Reality                         | - Выпущен: 14 января 2023 года - LЛейбл: - - Формат: стриминг и онлайн-скачивание                        |
| Emotion                         | - Выпущен: 3 апреля 2023 года - Лейбл: - - Формат: стриминг и онлайн-скачивание                          |
| Forgive, Never Forget           | - Запланирован на: 2023 год - Лейбл: Field Trip, Republic Records - Формат: стриминг и онлайн-скачивание |